# Коллегиальная церковь
Коллегиальная церковь, или Коллегиа́та (нем. Kollegiatstift, Chorherrenstift, фр. collégiale, англ. collegiate church, итал. collegiata) у католиков — церковная община, населяемая и управляемая секулярными канониками. Такую общину не следует путать с общиной монашеского ордена, а общежитие каноников — с монастырём.

## Краткая характеристика
Секулярные каноники коллегиаты живут и служат Богу (в том числе, поют) совместно. В отличие от монахов они владеют частной собственностью (в том числе недвижимостью), получают ренту от доходов своей церкви (управляют церковной собственностью сообща), не дают торжественных обетов (кроме целибата для каноников, посвящённых в субдиаконы) и вольны в любой момент покинуть общину.  До Тридентского собора место секулярного каноника в данной церкви можно было обменять на такое же место в другой церкви, или уходя, передать своё место родственнику. В исторические времена место секулярного каноника даровалось (вместе с пребендой) светской властью лицам, имевшим особые заслуги перед этой властью. Спонсорами коллегиальных церквей нередко были представители светской аристократии и даже короли. Формальности для занятия поста секулярного каноника ограничивались тонзурированием; рукоположения не требовалось. После реформ Второго Ватиканского собора рукоположение каноника в сан священника обязательно.
Поскольку секулярные каноники не принадлежат никакому официальному ордену, они не носят специфических орденских облачений.
Церковные должности в коллегиальной церкви в целом аналогичны должностям, установленным в капитуле регулярных каноников (декан, кантор, схоласт, казначей и т.д.).
Коллегиальные церкви встречаются также в англиканстве, как например, Коллегиальная церковь св. Петра в Вестминстере, больше известная как Вестминстерское аббатство, часовня св. Георгия в Виндзорском замке, церковь св. Николая в Голуэе в Ирландии и десятки других.

## Некоторые известные коллегиальные церкви
- Церковь св. Вальдетруды (Вальтруды) в Монсе (Бельгия)
- Церковь св. Петра в Лёвене (Бельгия)
- Церковь св. Мартина в Кольмаре (Франция)
- Церковь Нотр-Дам в Мант-ла-Жоли (Франция)
- Костёл св. Петра и Павла в Праге (Чехия)
- Церковь св. Мартина в Ландсхуте (Германия)
- Церковь Святого Иоанна в Регенсбурге (Германия)
- Коллегиальная церковь в Тюбингене (Германия)
- Церковь св. Исидора в Мадриде (Испания)
- Коллегиальная церковь св. Петра в Вестминстере (Великобритания)